# Ekaterina Podkopaeva
Ekaterina Il'inična Podkopaeva (in russo Екатерина Ильинична Подкопаева?; Mosca, 11 giugno 1952) è un'ex mezzofondista russa, fino al 1991 sovietica.

## Palmarès

### Mondiali
- 2 medaglie[1]:
  - 2 bronzi (Helsinki 1983 negli 800 m piani; Helsinki 1983 nei 1500 m piani)

### Mondiali indoor
- 2 medaglie[2]:
  - 2 ori (Toronto 1993 nei 1500 m piani; Parigi 1997 nei 1500 m piani)

### Europei
- 1 medaglia[2]:
  - 1 bronzo (Helsinki 1994 nei 1500 m piani)

### Europei indoor
- 3 medaglie:
  - 2 ori (Genova 1992 nei 1500 m piani[3]; Parigi 1994 nei 1500 m piani[2])
  - 1 argento (Stoccolma 1996 nei 1500 m piani[2])

### Goodwill Games
- 1 medaglia[1]:
  - 1 argento (Seattle 1990 nei 1500 m piani)

### Giochi dell'Amicizia
- 1 medaglia[1]:
  - 1 bronzo (Mosca 1984 nei 1500 m piani)

### Coppa del mondo
- 1 medaglia[3]:
  - 1 oro (L'Avana 1992 nei 1500 m piani)

## Altre competizioni internazionali
1995
- Coppa Europa di atletica leggera ( Villeneuve d'Ascq)[2]

1997
- Coppa Europa di atletica leggera ( Monaco di Baviera)[2]